# Бенедикт XIV (антипапа)
Бенеди́кт XIV (Бернар Гарньє, бл. 1370 Франція — 1430) — антипапа, вибраний 12 листопада 1425 року як наступник  антипапи Бенедикта XIII.

## Правління
Його вибори вважають найбільш гротескними в історії антипап: Бенедикта XIII було усунуто рішеннями Констанцького собору, щоб  звільнити місце новому папі  Мартину V і закінчити нарешті Західну схизму. Однак Бенедикт XIII не хотів покидати свою посаду і визнавати рішення собору. Чотири призначені ним кардинали не могли дійти згоди щодо нового «(анти)-папи». Французький кардинал Жан Кар'є був легатом минулого папи і не був присутній при тому як його три колеги вибрали за наступника Бенедикта XIII, нового антипапу Климента VIII. Він не був згідний з цим рішенням і після свого повернення оголосив як «антипапу до антипапи» — Бернара Гарньє, який був вікарієм у Родез. 
Цей акт не мав жодних наслідків, тому що вже за часів антипапи Бенедикта XIII  майже всі країни, крім Арагону, визнали за папу Мартина V.